# Lebo Mothiba
Lebogang „Lebo” Mothiba (ur. 28 stycznia 1996 w Johannesburgu) – południowoafrykański piłkarz grający na pozycji środkowego napastnika w klubie RC Strasbourg.
Uczestnik Letnich Igrzysk Olimpijskich 2016.

## Kariera juniorska
Mothiba rozpoczynał swoją karierę piłkarską w klubie Mighty Bucks. Potem, w latach 2007–2009, występował w juniorskich drużynach Mamelodi Sundowns. Następnie przez rok grał dla Kempton Park FC. W 2010 Południowoafrykańczyk przeniósł się do Diambars FC. W 2014 roku Lebo Mothiba trafił do drużyny Lille OSC U19.

## Kariera seniorska

### Lille OSC II
Mothiba zadebiutował w drugiej drużynie Lille OSC 20 grudnia 2014 w meczu z Entente SSG (wyg. 2:0). Pierwszą bramkę zawodnik ten zdobył 31 października 2015 w wygranym 1:2 spotkaniu przeciwko AS Marck. Łącznie dla rezerw Lille OSC Południowoafrykańczyk rozegrał 32 mecze, strzelając 8 goli.

### Lille OSC
Mothiba zaliczył debiut dla Lille OSC 7 stycznia 2017 w wygranym 4:1 spotkaniu Pucharu Francji przeciwko AS Excelsior. Pierwszego gola piłkarz ten strzelił 11 lutego 2018 w meczu z FC Nantes (2:2). Ostatecznie w barwach Lille OSC Południowoafrykańczyk wystąpił18 razy, zdobywając 6 bramek.

### Valenciennes FC
Mothiba został wypożyczony do Valenciennes FC 31 stycznia 2017. Zadebiutował on dla tego klubu 17 marca 2017 w meczu z Tours FC (przeg. 0:4). Pierwszą bramkę zawodnik ten zdobył 7 kwietnia 2018 w wygranym 2:0 spotkaniu przeciwko Troyes AC. Łącznie dla Valenciennes FC Południowoafrykańczyk rozegrał 33 mecze, strzelając 11 goli.

### RC Strasbourg
Mothiba przeszedł do RC Strasbourg 30 sierpnia 2018. Debiut dla tego zespołu zaliczył on 1 września 2018 w przegranym 2:3 spotkaniu przeciwko FC Nantes. Pierwszego gola piłkarz ten strzelił 15 września 2018 w meczu z Montpellier HSC (1:1). Ostatecznie w barwach RC Strasbourg Południowoafrykańczyk wystąpił 61 razy, zdobywając 14 bramek.
Mothiba rozegrał również jeden mecz dla rezerw RC Strasbourg (przeciwko AS Prix-lès-Mézières, wyg. 1:2).

### Troyes AC
Mothibę wypożyczono do Troyes AC 27 stycznia 2022 do końca sezonu. Zadebiutował on dla tego klubu 6 lutego 2022 w meczu z FC Metz (0:0). Premierową bramkę zawodnik ten zdobył 6 marca 2022 w wygranym 0:2 spotkaniu przeciwko Girondins Bordeaux.

## Kariera reprezentacyjna

### Południowa Afryka U-23
Mothiba rozegrał jeden mecz towarzyski dla reprezentacji Południowej Afryki U-23. Było to starcie przeciwko Brazylii U-23 (przeg. 3:1), w którym Mothiba zdobył jedną bramkę. Piłkarz ten rozegrał dwa spotkania na Letnich Igrzyskach Olimpijskich 2016. Były to mecze z: Brazylią (0:0) i Danią (przeg. 1:0).

### Południowa Afryka
Mothiba zadebiutował w seniorskiej kadrze 21 marca 2018 roku, choć został powołany do niej pierwszy raz już w październiku 2017 roku. W swoim pierwszym meczu dla seniorskiej kadry RPA Mothiba zdobył bramkę - przeciwko Angoli (1:1, 6:5 dla RPA po rzutach karnych).

## Statystyki

### Klubowe
(aktualne na dzień 17 czerwca 2022)
| Klub               | Sezon              | Liga                   | Liga  | Liga   | Puchar kraju | Puchar kraju | Puchar ligi | Puchar ligi | Europa | Europa | Suma  | Suma   |
| Klub               | Sezon              | Liga                   | Mecze | Bramki | Mecze        | Bramki       | Mecze       | Bramki      | Mecze  | Bramki | Mecze | Bramki |
| ------------------ | ------------------ | ---------------------- | ----- | ------ | ------------ | ------------ | ----------- | ----------- | ------ | ------ | ----- | ------ |
| Lille OSC II       | 2014/15            | Championnat National 2 | 9     | 0      | 0            | 0            | –           | –           | –      | –      | 9     | 0      |
| Lille OSC II       | 2015/16            | Championnat National 3 | 13    | 3      | 0            | 0            | –           | –           | –      | –      | 13    | 3      |
| Lille OSC II       | 2016/17            | Championnat National 2 | 10    | 5      | 0            | 0            | –           | –           | –      | –      | 10    | 5      |
| Lille OSC II       | Ogólnie            | Ogólnie                | 32    | 8      | 0            | 0            | 0           | 0           | 0      | 0      | 32    | 8      |
| Lille OSC          | 2016/17            | Ligue 1                | 0     | 0      | 1            | 0            | 0           | 0           | –      | –      | 1     | 0      |
| Lille OSC          | 2017/18            | Ligue 1                | 14    | 5      | 0            | 0            | 0           | 0           | –      | –      | 14    | 5      |
| Lille OSC          | 2018/19            | Ligue 1                | 3     | 1      | 0            | 0            | 0           | 0           | –      | –      | 3     | 1      |
| Lille OSC          | Ogólnie            | Ogólnie                | 17    | 6      | 1            | 0            | 0           | 0           | 0      | 0      | 18    | 6      |
| Valenciennes FC    | 2016/17            | Ligue 2                | 9     | 2      | 0            | 0            | 0           | 0           | –      | –      | 9     | 2      |
| Valenciennes FC    | 2017/18            | Ligue 2                | 20    | 8      | 1            | 0            | 3           | 1           | –      | –      | 24    | 9      |
| Valenciennes FC    | Ogólnie            | Ogólnie                | 29    | 10     | 1            | 0            | 3           | 1           | 0      | 0      | 33    | 11     |
| RC Strasbourg      | 2018/19            | Ligue 1                | 32    | 9      | 1            | 0            | 3           | 2           | –      | –      | 36    | 11     |
| RC Strasbourg      | 2019/20            | Ligue 1                | 21    | 3      | 0            | 0            | 0           | 0           | 2      | 0      | 23    | 3      |
| RC Strasbourg      | 2020/21            | Ligue 1                | 0     | 0      | 0            | 0            | –           | –           | –      | –      | 0     | 0      |
| RC Strasbourg      | 2021/22            | Ligue 1                | 1     | 0      | 1            | 0            | –           | –           |        |        | 2     | 0      |
| RC Strasbourg      | Ogólnie            | Ogólnie                | 54    | 12     | 2            | 0            | 3           | 2           | 2      | 0      | 61    | 14     |
| RC Strasbourg II   | 2021/22            | Championnat National 3 | 1     | 0      | 0            | 0            | –           | –           | –      | –      | 1     | 0      |
| RC Strasbourg II   | Ogólnie            | Ogólnie                | 1     | 0      | 0            | 0            | 0           | 0           | 0      | 0      | 1     | 0      |
| Troyes AC          | 2021/22            | Ligue 1                | 13    | 2      | 0            | 0            | –           | –           | 0      | 0      | 13    | 2      |
| Troyes AC          | Ogólnie            | Ogólnie                | 13    | 2      | 0            | 0            | 0           | 0           | 0      | 0      | 13    | 2      |
| Ogólnie w karierze | Ogólnie w karierze | Ogólnie w karierze     | 146   | 38     | 4            | 0            | 6           | 3           | 2      | 0      | 158   | 41     |

### Reprezentacyjne
| Reprezentacja     | Rok     | Mecze | Bramki |
| ----------------- | ------- | ----- | ------ |
| Południowa Afryka | 2018    | 6     | 4      |
| Południowa Afryka | 2019    | 9     | 0      |
| Ogólnie           | Ogólnie | 15    | 4      |

| Mecze i gole w reprezentacji | Mecze i gole w reprezentacji | Mecze i gole w reprezentacji | Mecze i gole w reprezentacji | Mecze i gole w reprezentacji | Mecze i gole w reprezentacji | Mecze i gole w reprezentacji | Mecze i gole w reprezentacji              |
| Południowa Afryka U-23       | Południowa Afryka U-23       | Południowa Afryka U-23       | Południowa Afryka U-23       | Południowa Afryka U-23       | Południowa Afryka U-23       | Południowa Afryka U-23       | Południowa Afryka U-23                    |
| Lp.                          | Data                         | Miejsce                      | Gospodarz                    | Gość                         | Wynik                        | Gol                          | Rozgrywki                                 |
| ---------------------------- | ---------------------------- | ---------------------------- | ---------------------------- | ---------------------------- | ---------------------------- | ---------------------------- | ----------------------------------------- |
| 1.                           | 28.03.2016                   | Maceió                       | Brazylia U-23                | Południowa Afryka U-23       | 3:1                          | Gol                          | mecz towarzyski                           |
| 2.                           | 04.08.2016                   | Brasília                     | Brazylia U-23                | Południowa Afryka U-23       | 0:0                          |                              | Letnie Igrzyska Olimpijskie 2016          |
| 3.                           | 08.08.2016                   | Brasília                     | Dania U-23                   | Południowa Afryka U-23       | 1:0                          |                              | Letnie Igrzyska Olimpijskie 2016          |
| Południowa Afryka            |                              |                              |                              |                              |                              |                              |                                           |
| Lp.                          | Data                         | Miejsce                      | Gospodarz                    | Gość                         | Wynik                        | Gol                          | Rozgrywki                                 |
| 1.                           | 21.03.2018                   | Ndola                        | Południowa Afryka            | Angola                       | 1:1 (6:5 p.r.k.)             | Gol                          | mecz towarzyski                           |
| 2.                           | 24.03.2018                   | Ndola                        | Zambia                       | Południowa Afryka            | 0:2                          | Gol                          | mecz towarzyski                           |
| 3.                           | 13.10.2018                   | Johannesburg                 | Południowa Afryka            | Seszele                      | 6:0                          | Gol                          | Puchar Narodów Afryki 2019 – kwalifikacje |
| 4.                           | 16.10.2018                   | Victoria                     | Seszele                      | Południowa Afryka            | 0:0                          |                              | Puchar Narodów Afryki 2019 – kwalifikacje |
| 5.                           | 17.11.2018                   | Johannesburg                 | Południowa Afryka            | Nigeria                      | 1:1                          | Gol                          | Puchar Narodów Afryki 2019 – kwalifikacje |
| 6.                           | 20.11.2018                   | Durban                       | Południowa Afryka            | Paragwaj                     | 1:1                          |                              | mecz towarzyski                           |
| 7.                           | 24.03.2019                   | Safakis                      | Libia                        | Południowa Afryka            | 1:2                          |                              | Puchar Narodów Afryki 2019 – kwalifikacje |
| 8.                           | 15.06.2019                   | Dubaj                        | Ghana                        | Południowa Afryka            | 0:0                          |                              | mecz towarzyski                           |
| 9.                           | 24.06.2019                   | Kair                         | Wybrzeże Kości Słoniowej     | Południowa Afryka            | 1:0                          |                              | Puchar Narodów Afryki 2019                |
| 10.                          | 28.06.2019                   | Kair                         | Namibia                      | Południowa Afryka            | 0:1                          |                              | Puchar Narodów Afryki 2019                |
| 11.                          | 01.07.2019                   | Kair                         | Maroko                       | Południowa Afryka            | 1:0                          |                              | Puchar Narodów Afryki 2019                |
| 12.                          | 06.07.2019                   | Kair                         | Egipt                        | Południowa Afryka            | 0:1                          |                              | Puchar Narodów Afryki 2019                |
| 13.                          | 10.07.2019                   | Kair                         | Nigeria                      | Południowa Afryka            | 2:1                          |                              | Puchar Narodów Afryki 2019                |
| 14.                          | 14.11.2019                   | Cape Coast                   | Ghana                        | Południowa Afryka            | 2:0                          |                              | Puchar Narodów Afryki 2021 – kwalifikacje |
| 15.                          | 17.11.2019                   | Soweto                       | Południowa Afryka            | Sudan                        | 1:0                          |                              | Puchar Narodów Afryki 2021 – kwalifikacje |

## Sukcesy
Sukcesy w karierze klubowej:

### Lille OSC
- Algarve Football Cup (1×): 2018

### RC Strasbourg
- Puchar Ligi Francuskiej (1×): 2018/2019